# Комитет по защите политзаключённых и репрессированных в Армении
Комитет по защите политзаключённых и репрессированных в Армении (арм. Հայաստանի Հանրապետության քաղաքական բանտարկյալների և հալածյալների պաշտպանության կոմիտե, ՀՀ ՔԲՀՊԿ) — действующая в Республике Армения общественная организация, занимающаяся защитой прав и законных интересов политических заключённых и лиц, подвергаемых государственному преследованию.

## Цели
Согласно Карапету Рубиняну, первостепенной целью Комитета является поддержка политических заключённых Армении в виде предоставления им правовой, политический, моральной и финансовой помощи, а также стимулирование борьбы за их освобождение.

## История
Организация была создана в мае 2008 года группой оппозиционных деятелей, среди которых Вардан Арутюнян, Жирайр Сефилян, Карапет Рубинян, Тигран Хзмалян, о чём сообщил на пресс-конференции 9 мая 2008 года один из основателей Карапет Рубинян. Вместе с тем, Рубинян отметил, что первым делом после создания Комитета станет поддержка активисток «Союза армянских женщин» в знак защиты единственной женщины-политзаключённой в Армении - Ануш Гавалян устроивших акцию протеста напротив резиденции Президента Армении в этот же день - 9 мая 2008 года.

## Члены
Членами Комитета являются Вардан Арутюнян, Жирайр Сефилян, Карапет Рубинян, Тигран Хзмалян, а также журналист газеты «Жаманак Ереван» Гагик Абгарян, азатамартик и председатель общественной организации «Испытание духа» Месроп Месропян, представитель политической инициативы «Альтернатива» Норик Норикян, председатель организации «Женщины за мир» Гаяне Мартиросян, азатамартик Аршавир Бозинян.